# Eileen Fulton
Margaret Elizabeth McLarty (Asheville, Carolina del Norte; 25 de septiembre de 1933-Greensoboro, Carolina del Norte; 14 de julio de 2025), mejor conocida como Eileen Fulton, fue una actriz, cantante y escritora estadounidense. Fue conocida por interpretar a Lisa Grimaldi en la telenovela As the World Turns de CBS, durante casi 50 años consecutivos entre 1960 y el final de la serie, el 17 de septiembre de 2010. Por su actuación en dicha telenovela, recibió un Premio Editor en los Soap Opera Digest Awards de 1991, y un Daytime Emmy Honorífico en 2004. También apareció en obras teatrales, entre las que se destacó su actuación en la exitosa ¿Quién teme a Virginia Woolf?.

## Biografía

### Primeros años
Eileen Fulton nació como Margaret McLarty en Carolina del Norte, 1933. Descendiente de una larga línea de clérigos, su padre fue ministro del metodismo. El trabajo de su padre obligó a su familia a mudarse constantemente a lo largo del estado. Se estableció en Greensboro, donde se recibió de música y drama en el Greensboro College. Durante su estancia en la universidad, participó en obras como Cándida y Los 13 relojes.

### Carrera profesional
Fulton hizo su debut actoral en la obra La colonia perdida (1956). Se mudó a Nueva York ese mismo año, donde atendió el Neighborhood Playhouse School of the Theatre. Durante sus estudios, trabajó vendiendo sombreros en Macy's y modelando en sesiones fotográficas que se utilizaron en la revista True Confesions. Su debut en el cine llegó en 1960, en la película Girl of the Night, con Anne Francis.
Ese mismo año fue elegida para interpretar a Lisa Miller en la telenovela As the World Turns. Durante sus primeros años en el programa, su personaje estaba casado con Bob Hughes (Don Hastings), pero tras su divorcio, Lisa estuvo casada siete veces más. En 1965, se realizó un spinoff de Lisa titulado Our Private World, que duró 38 episodios.
A su vez, apareció en Abe Lincoln in Illionis con Hal Halbrook. Fulton fue la seleccionada para reemplazar a Melinda Dillon en la obra original de ¿Quién teme a Virginia Woolf?, cuya actuación fue aclamada por los críticos. Sus otros créditos en obras teatrales incluyen Many Loves, Any Wednesday, Sabrina Fair, Summer of the Seventeenth Doll, Nite Club Confidential, Plaza Suite, It Had To be You, The Owl and the Pussycat, Goodbye Charlie, and Cat on a Hot Tin Roof.
En 1970, coescribió su propia autobiografía titulada How My World Turns. También se estrenó como cantante con el álbum The Same Old World. Durante los años ochenta, escribió una saga de libros de misterio: Take One for Murder, Death of a Golden Girl, Dying for Stardom, Lights, Camera, Death, A Setting for Murder, and Fatal Flashback.
En 1995, escribió su segunda autobiografía titulada As My World Still Turns, en conmemoración de sus 35 años de trayectoria en su reconocida telenovela. A finales de los 90 escribió un libro basado vagamente en su experiencia en As the World Turns, titulado Soap Opera. Durante la década de los 2000, Fulton volvió a realizar presentaciones de cabaret en el teatro entre Manhattan y Los Ángeles.

## Filmografía

### Televisión
- Our Private World (1965) como Lisa Miller
- Armstrong Circle Theatre (1962)
- Naked City (1962) como Janie Daggett
- As the World Turns (1960-1964, 1966-1983, 1984-2010) como Lisa Miller
- Nero Wolfe (1959)

### Cine
- The Life Zone (2011) como Katherine Wise
- The Drum Beats Twice (2008) como Sra. Carreck
- Rose Woes and Joe's (2005)
- Tinsel Town (2005) como Joyce Singleton
- The Signs of the Cross (2004) como Betty Donahue
- Girl of the Night (1960) como Lisa Mae Bailey